# Центральный зоопарк Пхеньяна
Центральный зоопарк Пхеньяна (также Корейский центральный зоопарк, кор. 조선중앙동물원?, 朝鮮中央動物園?) — природный комплекс, в котором собраны разные виды флоры и фауны. Возведён по указу Ким Ир Сена, открыт в апреле 1959 года. Находится слева у подножия горы Тэсонсан, в Пхеньяне. Рядом находится Мемориальное кладбище революционеров, а справа у подножия горы расположился Центральный ботанический сад, где в теплицах выращивают кимирсении и кимченирии, небольшой парк аттракционов и буддийский храм Кванбоп, восстановленный в 1990 году.

## Описание
В настоящее время в зоопарке насчитывается свыше 5000 животных 650 различных биологических видов. Большая их часть поступила в своё время в виде подарков из разных стран покойному отцу Ким Чен Ира президенту Ким Ир Сену и служила демонстрацией международного авторитета вождя. Зоопарк делится на несколько зон, там можно увидеть в том числе экзотических или морских животных. Неподалёку от входа в зоопарк, территория которого занимает около 250 акров, живут лемуры. Рядом находятся большие кошки: тигры, львы и ягуары. Среди животных в зоопарке содержатся около 90 собак тридцати пород. В частности, Ким Чен Иром были переданы зоопарку восемнадцать псов 6 различных пород. Все животные были подарены представителями иностранных государств и частными лицами. Среди подаренных питомцев несколько пекинесов, одна веймарская легавая, спаниели, а также 10 псов породы ши-тцу.
Наиболее привлекательными для посетителей считаются слоны. По легенде все слоны зоопарка произошли от семьи «героя-слона», подаренного Ким Ир Сену Хо Ши Мином в 1959 году. Принятие животных в дар вполне практикуется — даже несмотря на то, что Ким Ир Сен называл сотрудников зоосада капиталистами за то, что они брали животных из других стран. Однако, только в апреле 2005 года зоопарк провёл свой первый обмен с зоопарками Южной Кореи. Среди поступивших животных, ламы, бегемоты, чёрные медведи, африканские пони и сибирские ласки.
В зоопарке существует аквариум, где вместе с редкими пресноводными спокойно плавают морские рыбы. Морская вода для аквариумов привозится из прибрежного города Нампхо. Согласно The Daily Telegraph, в зоопарке живёт попугай, говорящий на английском языке: «Да здравствует великий вождь товарищ Ким Ир Сен». Здесь, также располагается павильон «Скансен», где содержатся животные, присланные Ким Чен Иру директором шведского зоосада в Скансене Енасом Вальстремом.
В свой последний январский визит в зоопарк Ким Чен Ир похвалил служащих, превративших зверинец «в место культурного и эмоционального воспитания посетителей». Также он пообещал увеличить объём материального и технического оснащения зоопарка с тем, чтобы «он выглядел ещё более привлекательным».
В 2010 году зоопарк наряду с несколькими другими в КНДР, был пополнен животными дикой природы из национального парка Хванге в Зимбабве. Позже, правительство Зимбабве отправило в зоопарк ветеринарных специалистов, которые были удовлетворены условиями их содержания.
В феврале 2014 года в зоопарк поступили йоркширские терьеры. В сообщении ЦТАК говорится, что собаки весят от 2,5 килограмма до 3,5 килограмма, а их рост составляет приблизительно 22-24 сантиметра. Также сказано, что головы этих животных покрыты длинной желтовато-коричневой шерстью, а тела — серо-голубой. Живут собаки в среднем по 14 лет. Домашние собаки содержатся в зоопарке уже много лет, поскольку содержание этих животных в домашних условиях в Пхеньяне запрещено по соображениям гигиены. Среди прочих пород там можно увидеть корейских джиндо.

## Посещение
Детей водят на экскурсии в зоопарк в составе групп (равно как и военнослужащих), но иногда они приходят и с родителями. Школьников развлекают катанием на пони и лошадях и фотографированием верхом. В торговых палатках на территории зоопарка продаются напитки и сладости. Корейцы любят устраивать пикники прямо рядом с вольерами. Посетителей развлекают небольшими представлениями с участием дрессированных коз и собак.
1 декабря 2008 года Ким Чен Ир посетил реконструированный центральный зоопарк. В ходе посещения Ким Чен Ир осмотрел вольеры с тиграми, медведями и выразил удовлетворение новым обликом зоопарка после проведённой там реконструкции и подчеркнул важность решения проблемы кормов для животных и создания системы ветеринарных пунктов. Во время визита лидера страны сопровождали начальник отдела ЦК Трудовой партии Кореи Чан Сон Тхэк и первый замглавы МИД Кан Сок Чу.